# Jazīreh-ye Shīf
Jazīreh-ye Shīf (persiska: جزیره شيف, شيف) är en ö i Iran.   Den ligger i provinsen Bushehr, i den centrala delen av landet, 700 km söder om huvudstaden Teheran.